# Gourami
Taxons concernés
- Familles :
  - Osphronemidae
  - Helostomatidaemodifier

Gourami est le nom vernaculaire de plusieurs poissons appartenant majoritairement à la famille des Osphronemidae. Ce sont des poissons de forme ovoïde vivant dans les eaux chaudes d'Asie. Ils ont de longs filaments sous le ventre, et des nageoires pectorales effilées qui ont un rôle tactile et sensoriel. Ce sont des poissons populaires dans les aquariums.
Les gouramis appartiennent principalement à deux genres :
- le genre Trichogaster, groupant des espèces de 10 à 20 cm de long, dont le gourami perlé (Trichogaster leeri) et le gourami bleu (Trichogaster trichopterus) ;
- le genre Colisa, plus petits, dont le gourami nain (Colisa lalia), qui mesure 6 à 7 cm.

## Membres

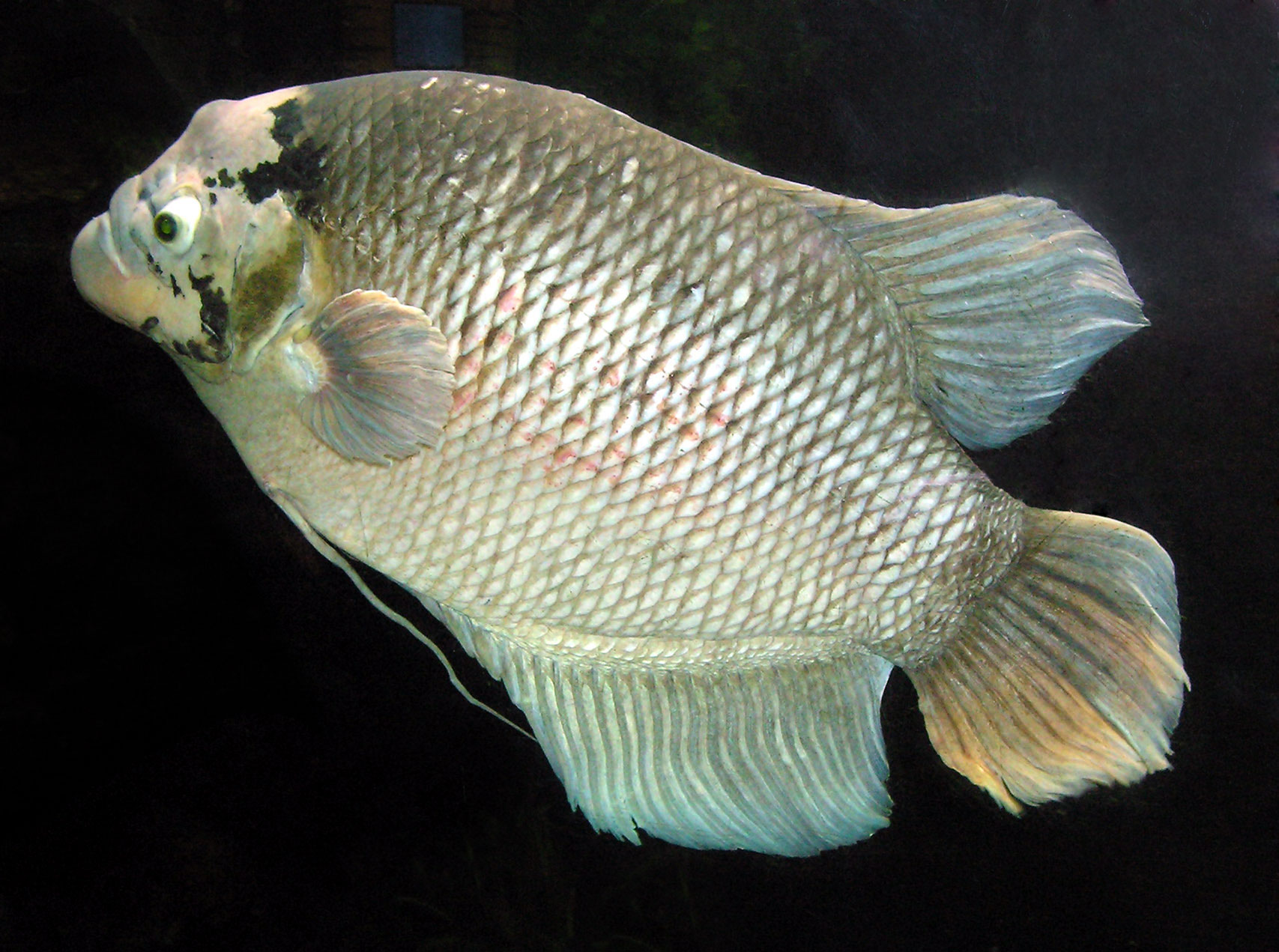
Giant gourami, Osphronemus goramy

Il y a 90 espèces parmi 15 genres :
| Sous-famille    | Genre             | Nom vernaculaire anglais/français            | Nom scientifique                                  |
| --------------- | ----------------- | -------------------------------------------- | ------------------------------------------------- |
| Belontiinae     | Belontia          | Malay combtail                               | Belontia hasselti (Cuvier, 1831)                  |
| Belontiinae     | Belontia          | Ceylonese combtail                           | Belontia signata (Günther, 1861)                  |
| Macropodinae    | Malpulutta        | Spotted gourami                              | Malpulutta kretseri Deraniyagala, 1937            |
| Macropodinae    | Parosphromenus    |                                              | Parosphromenus allani Brown, 1987                 |
| Macropodinae    | Parosphromenus    | Parosphromenus anjunganensis Kottelat, 1991. |                                                   |
| Macropodinae    | Parosphromenus    | Parosphromenus bintan Kottelat & Ng, 1998.   |                                                   |
| Macropodinae    | Parosphromenus    | Licorice gourami                             | Parosphromenus deissneri (Bleeker, 1859).         |
| Macropodinae    | Parosphromenus    | Spiketail gourami                            | Parosphromenus filamentosus (Oshima, 1919).       |
| Macropodinae    | Parosphromenus    | Parosphromenus linkei Kottelat, 1991.        |                                                   |
| Macropodinae    | Parosphromenus    | Parosphromenus nagyi Schaller, 1985.         |                                                   |
| Macropodinae    | Parosphromenus    | Parosphromenus ornaticauda Kottelat, 1991.   |                                                   |
| Macropodinae    | Parosphromenus    | Parosphromenus paludicola Tweedie, 1952.     |                                                   |
| Macropodinae    | Parosphromenus    | Parosphromenus parvulus Vierke, 1979.        |                                                   |
| Macropodinae    | Pseudosphromenus  | Spiketail paradisefish                       | Pseudosphromenus cupanus (Cuvier, 1831)           |
| Macropodinae    | Pseudosphromenus  | Pseudosphromenus dayi (Engmann, 1909)        |                                                   |
| Macropodinae    | Trichopsis        | Pygmy gourami                                | Trichopsis pumila (Arnold, 1936)                  |
| Macropodinae    | Trichopsis        | Threestripe gourami                          | Trichopsis schalleri (Kottelat & Ng, 1994)        |
| Macropodinae    | Trichopsis        | Croaking gourami                             | Trichopsis vittata (Cuvier, 1831)                 |
| Trichogastrinae | Colisa            | Dwarf gourami Gourami nain                   | Colisa lalia (Hamilton, 1822)                     |
| Trichogastrinae | Ctenops           | Frail gourami                                | Ctenops nobilis McClelland, 1845.                 |
| Trichogastrinae | Luciocephalus     | Pikehead                                     | Luciocephalus pulcher (Gray, 1830)                |
| Trichogastrinae | Parasphaerichthys |                                              | Parasphaerichthys lineatus Britz & Kottelat, 2002 |
| Trichogastrinae | Parasphaerichthys | Eyespot gourami                              | Parasphaerichthys ocellatus (de Beaufort, 1933)   |
| Trichogastrinae | Polyacanthus      | Banded gourami                               | Polyacanthus fasciatus (Regan, 1910)              |
| Trichogastrinae | Sphaerichthys     |                                              | Sphaerichthys acrostoma Vierke, 1979              |
| Trichogastrinae | Sphaerichthys     | Chocolate gourami                            | Sphaerichthys osphromenoides Canestrini, 1860     |
| Trichogastrinae | Sphaerichthys     | Sphaerichthys selatanensis Vierke, 1979      |                                                   |
| Trichogastrinae | Sphaerichthys     | Sphaerichthys vaillanti Pellegrin, 1930      |                                                   |
| Trichogastrinae | Trichogaster      | Honey gourami                                | Trichogaster chuna (Hamilton, 1822)               |
| Trichogastrinae | Trichogaster      | Thick lipped gourami                         | Trichogaster labiosus Day, 1877.                  |
| Trichogastrinae | Trichogaster      | Pearl gourami Gourami perlé                  | Trichogaster leerii (Bleeker, 1852)               |
| Trichogastrinae | Trichogaster      | Moonlight gourami                            | Trichogaster microlepis (Günther, 1861)           |
| Trichogastrinae | Trichogaster      | Snakeskin gourami                            | Trichogaster pectoralis (Regan, 1910)             |
| Trichogastrinae | Trichogaster      | Three spot gourami Gourami bleu              | Trichogaster trichopterus (Pallas, 1770)          |
| Osphroneminae   | Osphronemus       |                                              | Osphronemus exodon Roberts, 1994                  |
| Osphroneminae   | Osphronemus       | Giant gourami                                | Osphronemus goramy Lacépède, 1801                 |
| Osphroneminae   | Osphronemus       | Giant red tail gourami                       | Osphronemus laticlavius Roberts, 1992             |
| Osphroneminae   | Osphronemus       | Osphronemus septemfasciatus Roberts, 1992    |                                                   |

## Maintenance en captivité
Dans un aquarium, les gouramis doivent être associés à des espèces calmes, venant de préférence, comme eux, d'Asie du Sud-Est. Il convient quand même d'éviter les barbus de Sumatra, qui ont tendance à grignoter les nageoires pelviennes des gouramis.

## Gastronomie
Partiellement à cause de sa taille, le gourami géant est utilisé dans les traditions culinaires de nombreuses régions d'Asie. Séché en Inde ou frit en Indonésie. Il fait l'objet de nombreuses recettes sur l’île de Java.

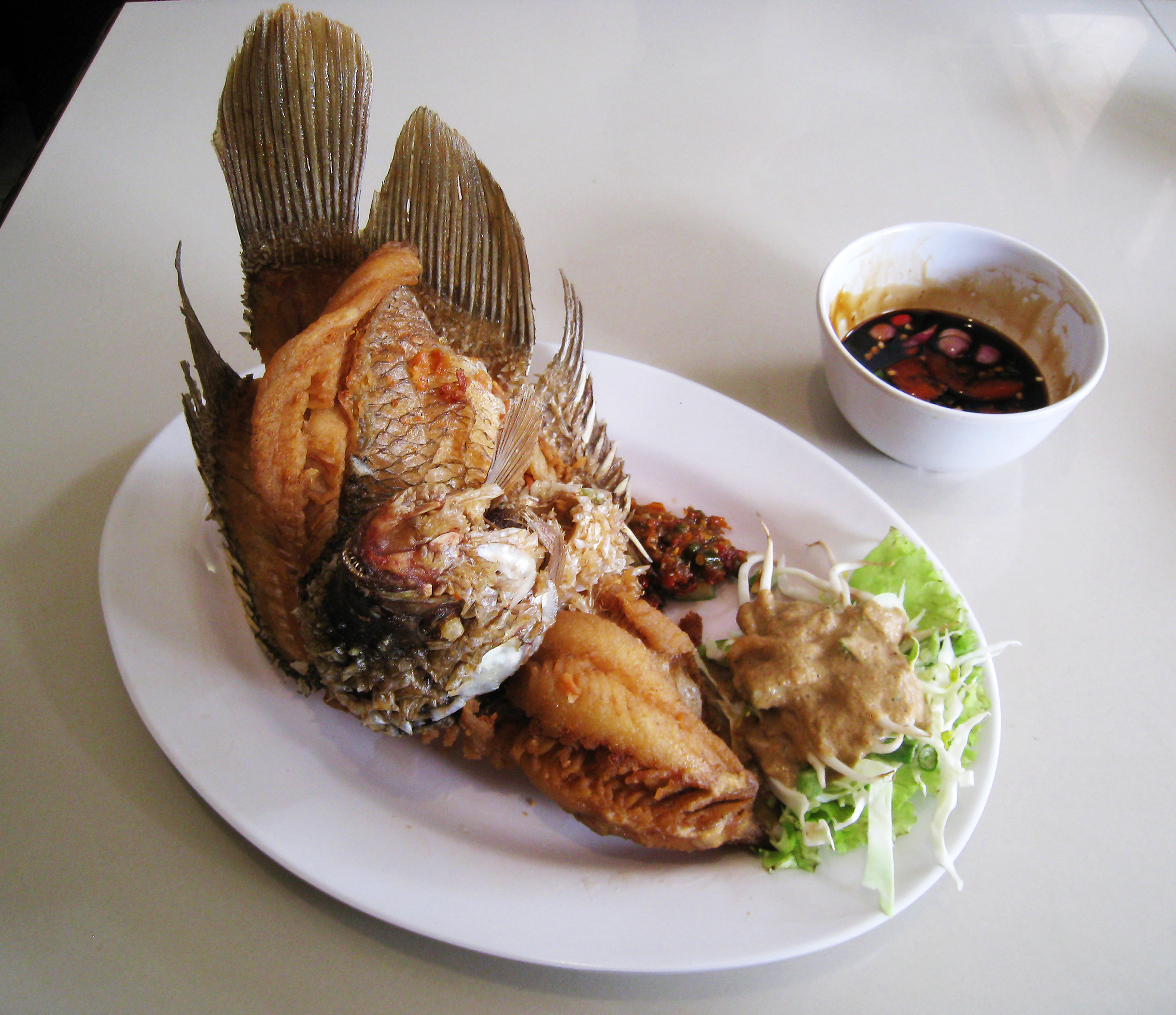
Gourami frit avec, plat issu de la tradition culinaire Soundanaise.

Le Gourami sert également de base pour la sauce de poisson, appelé Nuôc Mam. C'est une sauce très répandue dans la cuisine traditionnelle asiatique.